# Acanthopleura loochooana
Acanthopleura loochooana är en blötdjursart som först beskrevs av William John Broderip och Sowerby 1829.  Acanthopleura loochooana ingår i släktet Acanthopleura och familjen Chitonidae. Inga underarter finns listade i Catalogue of Life.